# Токтосунов Дастанбек Абдилбекович
Дастанбек Абдилбекович Токтосунов (кирг. Дастанбек Токтосунов; рос. Дастанбек Абдылбекович Токтосунов; нар. 2 вересня 2002, Кочкор-Ата) — киргизький футболіст, який грає на позиції нападника в клубі «Нефтчі» (Кочкор-Ата) та національній збірній Киргизстану.

## Кар'єра футболіста
Дастанбек Токтосунов розпочав виступи на футбольних полях у 2020 році в складі команди «Каганат» з Оша. на початку 2023 року футболіст перейшов до складу клубу «Нефтчі» (Кочкор-Ата), де швидко став одним із основних гравців атакувальної ланки команди, відзначившись 7 забитими голами в 23 проведених матчах за сезон.

## Виступи за збірну
У 2023 році Дастанбек Токтосунов дебютував у складі молодіжної збірної Киргизстану, в складі її посиленого варіанту брав участь у футбольному турнірі Азійських ігор 2022 року. у цьому ж році футболіст дебютував у складі національної збірної Киргизстану, на початку 2024 року брав участь у кубка Азії з футболу 2023 року. Загалом на початок 2024 року футболіст зіграв у складі збірної 3 матчі, в яких забитими м'ячами не відзначився.